# Танці мая

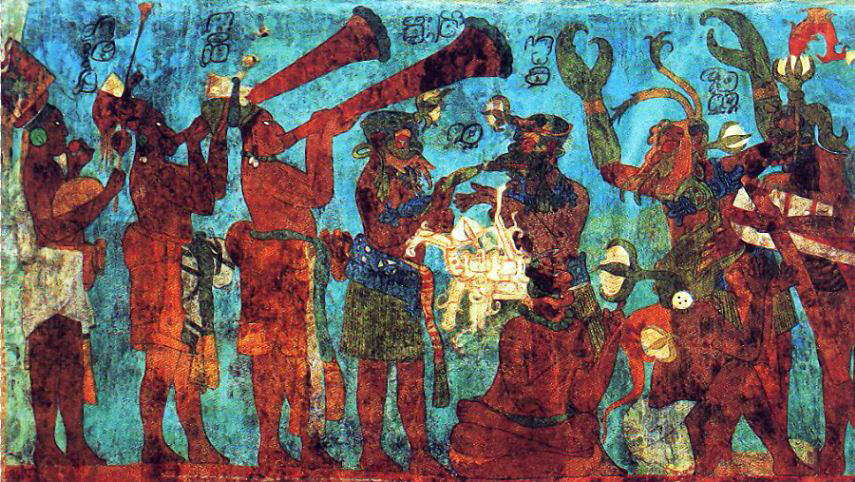
«Музики та танцюристи». Бонампак

Танці мая (ahk'ot) — вид мистецтва часів існування цивілізації мая. Супроводжувалися зазвичай музикою, також часто поєднувалися з піснями. Були важливою складовою театральних вистав стародавніх мая.

## Розвиток
Розвиток хореографічного мистецтва мая бере свій початок з племінних танців, ще до появи у мая державності. З утворенням перших маянських царств танці отримали окрім суто ритуального, також державне значення. Вони супроводжували усі важливі свята та події, що відбувалися у містах. Втім натепер стосовно танців мая у докласичний період відомо вкрай мало.
Більше відомостей дослідники мають щодо танців класичного періоду. Тут основними джерелами є живописні малюнки, скульптурні зображення (особливо дрібна пластика), написи на керамічному посуді.
Також знано про значну кількість післякласичного періоду, особливо етапу, що безпосередньо передував вторгненню іспанців на території мая. Незважаючи на діяльність конкістадорів та католицької церкви, що вбачали в танцях поклоніння поганству та збереження власної ідентичності, вдалось зберегти багато інформацію. Цьому в значній мірі завдачують дописам Дієго де Ланди. Також важлива інформація міститься у драмах «Рабіналь-ачі» та «Шахох кіче-вінак». Завдяки цьому вчені сьогодні найбільше володіють знаннями щодо танців мая саме післякласичного періоду.

## Особливості. Техніка
Змістом багатьох танців було зображення історичних подій і міфів. Крім того, багато танці були тісно пов'язані з ритуалами. Відомо, що танець був заключним актом багатьох обрядів. Танці становили справу надзвичайною значущості й важливості. Цим пояснюються їх тривалість танців і труднощі виконання. Танець розглядали як можливість спілкування з богами і потайбічними силами. Для цього інколи вживали наркотики, частіші алкоголь.
Існували певні правила, що вказували сувору послідовність поз, ліній і експресії. Деякі пози були вкрай складними, особлива увага зверталася на виразність рук. Окрім того танцюристи повинні були мати відповідну міміку, ввираз обличчя у відповідності з руками або характером танцю.
Танцюристи (ahtzublal) зазвичай були в пишних костюмах, масках і мали різні прикраси й атрибути з золота, нефриту, кришталю. Тольтекське завоювання спричинило поширення у мая деяких центральномексиканських танців. На це вказують і окремі терміни на науатль, що відносяться до танців. Також під впливом тольтеків у танцюристів з'явилися мідні дзвіночки.
Існували спільні танці (yuculru, ximbal, mach lambali okot, ba olal cuxtel), суто чоловічі (військові), суто жіночні (naual, tan okot, xaquilo), за віком (в рік з носієм Мулук), танцювали одинаки, парами (cacathil ximbal) та групами. Крім того, виконувалися танці на ходулях (chitic, ximbche, yabanil, yabamil, tu), змієподібними рядками (tick, kotzcaltzo, kub-pol), кружлянням (isoiqoibe), тримаючись за руки (mach lambali okot, quucmakake loomqui, yukemy ychixahoh, zutunac ximbal, tikayo kukela, kikox aho, yukem, boox ychixahoh, ixtolil, tikayukelaki, kozaho, xahbeh, zoot, lotstun, xtol)

## Види танців
Загалом відомо про близько 1000 танців. За свідченням хроністів, щоб побачити їх, збиралося дуже багато індіанців, іноді більше 15 тисяч чоловік. І вони приходили подивитися на танці з місць на відстані до 150 км. Існували ритуальні (культові) танці, військові, побутові.

### Культові танці
Оскільки усе життя стародавніх мая було пов'язане підпорядкування богам, міфам. Відповідно жодна значна справа не обходилася без ритуалів, присутності жерців. Усе це супроводжувалося музикою і танцями. Танці супроводжували шлюбні і поховальні церемонії, сходження правителя на трон, свята, присвяченні богам. Останні заходи окрім інших церемоній були також пов'язані із жертвопринесенням. Тому частиною танців-присвяти богам, становилось принесення людини у жертву. Сам танок був «передісторією», «прологом» до безпосереднього жертвопринесення. Танок не був пов'язаний з певним культом. Його могло бути, як і види жертвоприношень, присвячено різним божествам.
Найбільш відомим танцем такого штибу є школомче. Він представляє танок-обряд, коли в центрі розташовувалася жертва, учасники, озброєні списами та дротиками танцювали навколо нього, потім вони жбурляли в людину в центрі, приносячи тим самим у жертву. Пісня до цього танцю міститься у збіркці «Пісні Цітбальче». Про його давність свідчить малюнок технікою сграффіто з м.Тікаль (класичного періоду): на невеликому помості підносяться два стовпи, до яких прив'язаний за руки бранець, у нижній частині грудей його стирчить спис або стріла. Праворуч від помосту зображена людина в шоломі у вигляді людської голови, в руках у нього лус або списокидальня. Зліва від жертви знаходиться жінка в пишному головному уборі, що плескає у долоні. Відповідно до джерел учасники події в танці здійснювали три кола, під час яких випускали стріли (або кидали списи) у жертву. У XVI ст, вже за часів іспанців школомче перетворився у танок з очеретинами, коли в учасника в центрі (танцював навшпиньках) люди під музику, роблячи коло, кидали очеретяні тростини, а той відбивав їх дерев'яною пластиною.
Важливим був танок вогняного очищення, що виконувався в рік з носієм Кавак. Цей рік вважався нещасливим і небезпечним, тому церемонія очищення розглядалася мая як дієвий акт. У дворі робилося велике склепіння з дерева, наповнювали його дровами зверху і з боків, залишивши серед них проходи, щоб можна було увійти і вийти. Після цього багато чоловіків брали пов'язані пучки прутів, дуже сухих і довгих. На гору збирався один з них, що співав і грав на барабані, а інші танцювали внизу з великою узгодженістю і благоговінням, входячи і виходячи через проходи цього дерев'яного склепіння. Таким чином вони танцювали до вечора і, залишивши там кожен свою в'язку, йшли в свої будинки відпочити і поїсти.
З настанням ночі вони поверталися з іншими членами громади. Взявши кожен свій пучок, вони запалювали їх, кожен у свою чергу запалював ними дрова, які сильно палали і швидко згорали. Коли залишалися одні палаючі вугілля, вони вирівнювали їх і розкидали дуже широко. Ті, хто танцював, збиралися, деякі бралися пройти босими по цим догоряючим дровам. Деякі проходили без шкоди, інші обпікалися, інші наполовину згорали. Це вони вважали засобом від своїх нещасть і поганих ознак і думали, що цей обряд дуже приємний богам.
Захищаючим від негараздів був танок Шибальби (xibalba okot) — супроводжував сцени з «Пополь-Вух», відображаючи перемоги світла над пітьмою. В класичній період відомий танець зі скіпетром «Бога К», але про його зміст та завдання практично нічого невідомо. 
Сакральний характер володарів мая у класичній період підтверджує спеціальний танок, який виконувався на честь відвідання царем підвладного міста або території. Оскільки ці відомості дослідники отримали з зображень, то про назву та сутність цього танцю не мають інформації. Також відомі танці ахава, коли самі царі класичного періоду виконували танці під час важливих ритуалів — сходження на трон, шлюб, відзначення к'атунів правління, з'їзди залежних царів. Серед них відомі — танок «в уборі Шу'», танок Чалахуун-Пат, військовий танок.
З хронік та інших джерел відомо про спеціальні танці, що виконували під час шлюбних церемоній, народження дитини (або її своєрідних хрестин), повноліття та під час поховань. Втім відсутні відомості щодо назву та виконання, оскільки усі вони мали ритуальний характер, були хореографічним зверненням до богів, тому потрапили під заборону.
З огляду на те, що у мая існувало велика кількість богів, які в свою чергу були покровителями різним видів діяльності, тому для кожного з них існували свої танці, так званні «цехові» (або «професійні»): у знаті — tankitam, жерців — okot uil, лікарів і шаманів — chac-tunyah, торговців — polomkay, рибалок — chohom. Усі танці завершувалися бенкетом.

### Військові танці
Вони носили масовий характер. В класичний період існував танець вояка-одинака у військовому споряджені (за різними версіями виконувався перед походом або у випадку вдалої військової кампанії).
З післякласичних танців, відомо про holcan kot (танок вояків) і bateel kot (військовий танець). Виконувалися в рік з носієм Мулук та перед наконом (жрець середнього рівня) у місяці Паш. У танці брало участь 800 або більше воїнів з невеликими прапорцями. Основними фігурами були широкі кроки і повороти. Дієго де Ланда особливо відзначає, що навіть при такій великій кількості учасників не було жодного, хто порушив би ритм. Схожі військові танці відомі також у мая-кіче (teleche, oxtun), мая-цутухілей (lojtum) і мая-какчикелей (izal tu, xqul).
На перетині військових і культових стояв «танок ягуарів і тукана», де культового героя Кукулькана в уособлені тукана намагалися захопити вороги-ягуари. На думку дослідників, це може бути відображенням якоїсь історичні події або засіб тренування вояків. Його дотепер виконують мая.

### Побутові
Вони мали переважно відвертий, сексуальний характер. Тому іспанці вважали їх ганебним. З них відомі лише назви, без опису: booyal, booyol che, kay mam, mam okot, max okot, cicijodal, cicijotal, cocokay nicte, okot muane, muare, tanuinam, tu, tzooi.
також в мая були суто жартівливі та розважальні танці, під час яких зображували тварин: саmиси — «наш голуб», сих — «двонутро», xtzul, ixtzul — «сороконіжка», iboy — «броненосець»; ререm — «метелик», puhuy— «нічна ластівка», tzolchich, hunahpu-coy — мавпа Хун-Ахпу. Крім того відомі танці «дідусь», «тінь дерев», «танок оленя», «танок змії» (відомий з класичного періоду — танцюється з удавом у руках)